# Gustav Schneider (Politiker, 1899)
Gustav Schneider (* 18. März 1899 in Fürth; † nach 1946) war ein deutscher Politiker (KPD).

## Leben
Schneider war gelernter Steinhauer. In den 1920er Jahren begann er sich in der Kommunistischen Partei Deutschlands zu betätigen. Er war befreundet mit Rudolf Benario und Ernst Goldmann, den ersten in einem Konzentrationslager ermordeten Juden.
1932 wurde Schneider vor dem Reichsgericht aufgrund der Verbreitung kommunistischer Schriften wegen des Vorwurfes der Vorbereitung zum Hochverrat angeklagt (Aktenzeichen 8 J 1179/32). Das Verfahren wurde schließlich durch Verfügung des Oberreichsanwalts vom 12. Januar 1933 eingestellt.
Im Gefolge der Machtübernahme der Nationalsozialisten in Bayern im Laufe des Monats März 1933 wurde Schneider am 17. März 1933 verhaftet. Am 11. April 1933 wurde er in das KZ Dachau verbracht und nach fast fünf Jahren am 31. Januar 1938 entlassen.
In der Nachkriegszeit war Schneider als Parteisekretär der KPD in Regensburg tätig. 1946 gehörte er der Verfassunggebenden Landesversammlung in Bayern an.